# Копитарева градина
Копитарева градина (серб. Копитарева градина) — площадь города Белграда, а также квартал города, примыкающий к площади, в городском районе Стари-град.

## Расположение
Копитарева градина находится в восточной части городского района Стари-град, на территории между улицами часть улицы Джорджа Вашингтона, Хиландарска (фронтальная часть слева), часть улицы Шафарикова, Джуре Даничича, Елене Четкович, Бульвар деспота Стефана, и самой площадью Копитарева градина. Примыкающими к этому кварталы города являются: Евремовац (с востока), Палилула (с юго-востока), Площадь Республики (с запада) и Дорчол (с севера).

## История
Этот квартал города в начале называли Сад митрополита, но потом был переименован в Копитарева градина, по имени Ернея Копитара, словенского филолога и сотрудника Вука Караджича, знаменитого реформатора сербского языка и письма. Территория большей часть урбанизована в период с 1900 по 1914 годы.

## Описание
Копитарева градина представляет собой уникальную площадь г. Белграда из-за своих объемно-планировочных и архитектурных свойств. Квартал включен в городскую зону в первые десятилетия 20 века, его первоначальный вид в основном сохранился до настоящего времени. Его характеризуют ряды невысоких жилых домов со внутренними дворами. Жилые здания окаймляют озелененную площадь, формируя равномерный архитектурный ансамбль. В этом ансамбле, здания не только обладают архитектурными достоинствами, а являются и мемориальными зданиями, связанными с жизнями знаменитых ученых, писателей, художников, архитекторов и купцов. До Первой мировой войны были построены следующие дома: Дом Йована Цвийича, Дом Любы Стояновича, Дом Лазы Лазаревича, Дом Милана Антоновича, Дом Панты Тадича, Дом Петра Путника, Дом Цветка Савчича, Дом Гольдштейна, Дом Ачима Марковича, Дом Матерного. В период между двумя мировыми войнами были построены более высокие здания: Мастерская Петра Паллавичини, Дом Ольги Йованович, Дом Джордже Радина, Дом Андрии Маринковича и других. После Второй мировой войны продолжили строительство, а также достройку существующих зданий. Преобладающими стилями являются классицизм (с академизмом), представленные произведениями архитектора Сретена Стояновича, и модерн, образцом которого являются произведения Милана Антоновича. Сама площадь, относительно изолированная от главных путей сообщения, транспортного значения не имеет. На Хиландарской улице находится мемориальный дом-музей Лазы Лазаревича, Хиландарска 7, Музей Йована Цвийича находится на улице Елены Четкович 5.
В качестве важного культурно-исторического ансамбля, Копитарева градина была признана объектом культурного наследия, охраняемого законом, 27 декабря 1968 года.
Сегодняшняя структуры квартала Копитарева градина показывает неравномерную и неуравновешенную пространственную картину, являющуюся последствием сложившихся исторических противоречий. Структура квартала, очень характерная, является образцом городской жилой архитектуры в развитии Белграда в первой половине 20 века, ставшим со временем исключением в современной городской архитектуре.